# 贵州咨议局
贵州咨议局是1909年至1911年间在贵州省设立的咨议局。

## 历史
1907年，清政府预备立宪，决定于各省设立咨议局。1908年，贵州巡抚庞鸿书设立贵州咨议局筹办处。1909年，贵州咨议局正式宣告成立，推举乐嘉藻为议长，谭西庚、牟琳为副议长。咨议局议员基本都为贵州自治学社或贵州宪政预备会成员，其中自治学社获得了39席中的33席，占绝对多数。后议长乐嘉藻辞职，谭西庚继任议长一职。辛亥革命爆发后，贵州宣布独立并成立大汉贵州军政府，咨议局也改为立法院。谭西庚继续担任立法院议长。

## 议员
贵州咨议局议员有40人，其中定额39人、秘书长1人：
- 议长：乐嘉藻（后辞职）、谭西庚
- 副议长：谭西庚（后任议长）、牟琳、华之鸿、周恭寿、龚文柱
- 议员：黄德喜、华之鸿（后任副议长）、朱焯、刘荣勋、罗云峰、张绍銮、钟振玉、张光炜、陈时夏、龙文瀚、邱颐龄、陈大经、骆文(马庆)、杜希陵、蔡锦、金贡廷、周恭寿（后任副议长）、杨钧、龚文柱（后任副议长）、潘德明、龙昭灵、周兴仁、黄华、余同善、刘锡祺、周永年、商肇文、吴培兰、徐凌汉、刘长庚、张光辉、丁鹤龄、杨谦光、邱铭佩、李荣春、黄赞勋
- 秘书长：周培艺